# Ladislao de Gauss
Ladislao de Gauss (Budapest, 1901 – Trieszt, 1970) magyar festő, az európai élcsapat művészeti mozgalmának alapítója. A 20. századi avantgárd jellegzetes képviselője, a budapesti iskola (Képzőművészeti Főiskola) tagja.
A Budapesti Képzőművészeti Főiskolán végzett. Velencében és Triesztben élt, ahol az Istituto statale tanáraként dolgozott. Olajfestményeket és akvarellt festett, motívumai az elhalt természet, valamint a Rijekai külvárosok házai és utcái, istriai és egyéb tájképek, a tengerészek és a halászok élete. Alkotott falfestményeket, fotóműveket, grafikát és illusztrációkat.
Foglalkozott mozaikkal is: a rijekai Szent Romuáld és Mindenszentek templom presbitériuma oldalfalainak mozaikjai az ő tervei szerint készültek.
1936-ban részt vett a Velencei biennálén Magyarország képviselőjeként.

## Múzeum
Műveit különböző múzeumokban mutatják be:
- MMSU - Muzej moderne i suvremene umjetnosti
- Museo del Palazzo del Quirinale, Róma[5]
- Narodna galerija Slovenije[6][7]
- Museo Revoltella[8]

## Bibliográfia
- Anna Maria Damigella, Bruno Mantura, Mario Quesada, Il Patrimonio artistico del Quirinale: la quadreria e le sculture, Editorial Lavoro, 1991
- Giordano Bruno Guerri, Filippo Tommaso Marinetti,  Futurismo: Filippo Tommaso Marinetti, l'avanguardia giuliana e i rapporti internazionali , Edizioni della Laguna, 2009, ISBN 8883453069
- Emporium, Volume 82, Istituto italiano d'arti grafiche., 1935
- Federico Zeri, Narodna galerija v Ljubljani, Ksenija Rozman, European Paintings: Catalogue of the Collection, Volume 1 di Catalogues / National Gallery, Ljubljana, Narodna galerija, 2000, ISBN 9616029428
- Daina Glavočić, Ladislao de Gauss, Ed. Adamić, 2011
- Fulvio Monai, Passato e Presente del collezionismo isontino, Studi Goriziani, XXXI, 1962, p. 135
- Onorare con una mostra l'opera di Lao de Gauss, Il Piccolo, 3. 12. 1970
- Anna Antoniazzo Bocchina, Arte e artisti figurativi a Fiume dal 1900 al 1945, Fiume: Rivista di studi fiumani, II, Nr. 1, Padova, May 1982, pp. 36, 38-40, 42-46, figg. 1 and 11
- Sergeĭ Aleksandrovich Tokarev, Giulio Cervani, Diana De Rosa, Trieste 1946-1947: nel diario di un componente sovietico della commissione per i confini italo-jugoslavi, Volume 40 di Civiltà del Risorgimento, Ed. Del Bianco, 1995
- Gianni Carlo Sciolla, Riviste d'arte fra Ottocento ed età contemporanea: forme, modelli e funzioni, Skira, 2003
- L'artista moderno giornale d'arte applicata, 1939
- Le tre Venezie rivista mensile italiana inglese edita dalla Federazione per gli interessi turistici della Venezia, 1943
- Ervino Pocar, Mio fratello Sofronio, Cassa di risparmio, 1976
- Isabella Reale, Le arti a Udine nel Novecento, 2001
- Annalia Delneri, Musei provinciali di Gorizia, Il Novecento a Gorizia. Ricerca di una identità: arti figurative, 2000
- Gömör Béla, Budapest, Fiume, Trieszt. - Gauss László, az ismeretlen magyar festő Műértő 2010. október 4. o.
- Detlef Gaastra, Ein Schloss im Meer - Gästebuch der Familie von Hütterott, 2017